# Gotha Go 242

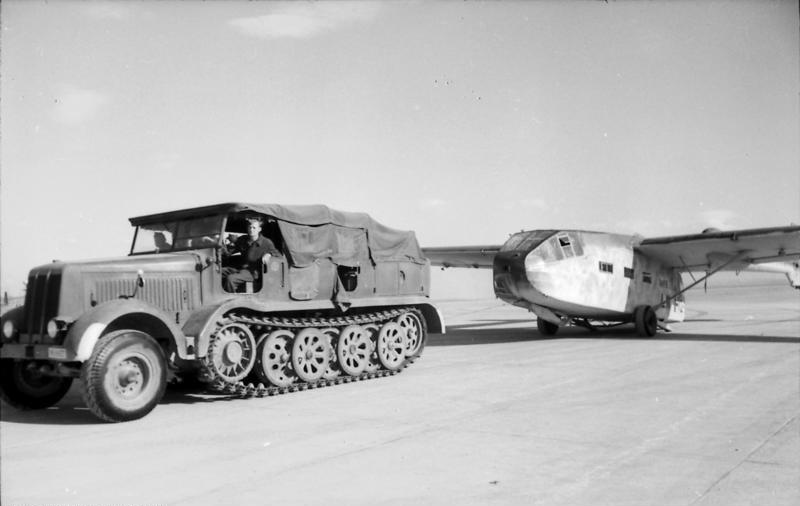
Go 242 hinter Halbkettenschlepper in Grosseto

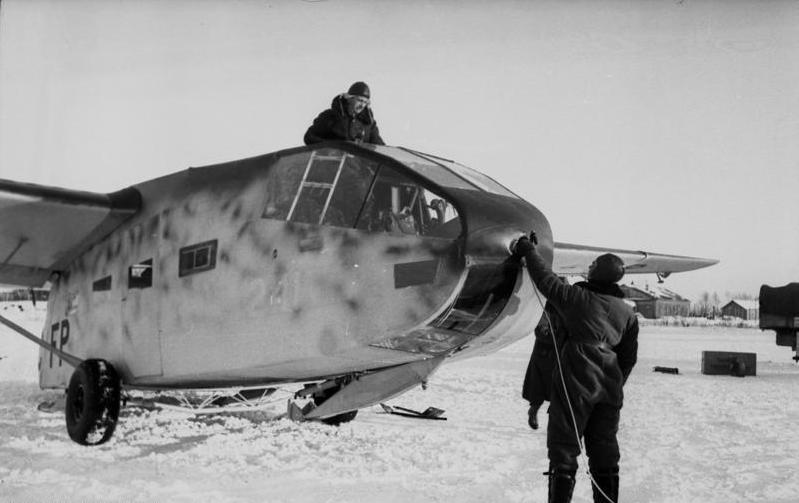
Einklinken des Schleppseils in der Kupplung am Bug, Cholm Januar 1942

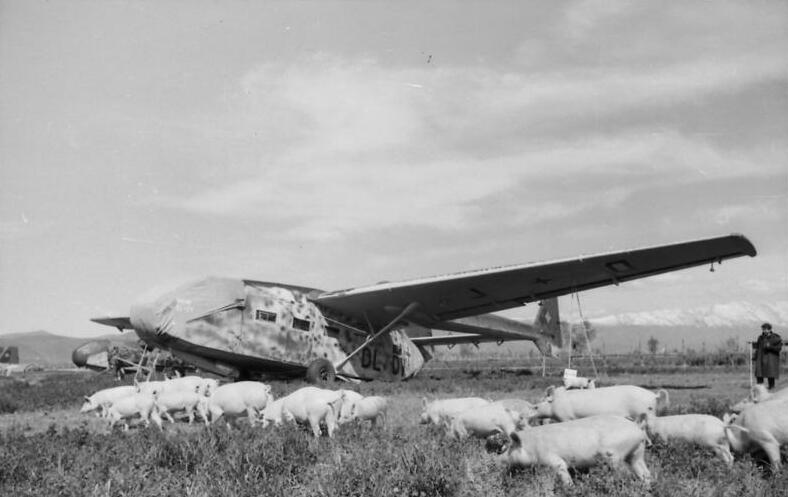
Go 242 in Italien, 1943

Die Gotha Go 242 war ein deutscher militärischer Lastensegler des Zweiten Weltkrieges.

## Konstruktion
Zu Beginn des Krieges wurde an die Gothaer Waggonfabrik der Auftrag vergeben, einen Lastensegler zu entwickeln. Unter der Leitung von Albert Kalkert wurde die Go 242 entwickelt und ab 1941 produziert.
Der Segler war als abgestrebter Schulterdecker in Gemischtbauweise konstruiert. So bestanden die Tragflächen aus Holz und der Rumpf aus einem Stahlrohrgerüst, beides war mit Stoff bespannt. Das Leitwerk war mit zwei Leitwerksträgern an den Tragflächen befestigt. Als Last konnten 23 voll ausgerüstete Soldaten oder eine adäquate Fracht aufgenommen werden. Einstiege befanden sich an der linken Rumpfseite sowie am hochklappbaren Heck.

## Produktion
Die Serienproduktion der Go 242 lief Mitte 1941 an, die ersten Flugzeuge wurden im August 1941 ausgeliefert. Die letzten Lieferungen erfolgten im Juli 1944. Neben der Gothaer Waggonfabrik (GWF) stellte auch die Holzwaren- und Spielzeugfabrik Robert Hartwig in Sonneberg (Thüringen) den Segler her.
Bauzahlen der Go 242 bis 30. November 1944 :
| Version | GWF | Hartwig | SUMME |
| ------- | --- | ------- | ----- |
| A-0     | 45  |         | 45    |
| A-1     | 800 | 405     | 1205  |
| B-2     |     | 188     | 188   |
| C-1     |     | 43      | 43    |
| SUMME   | 845 | 636     | 1481  |

## Baureihen

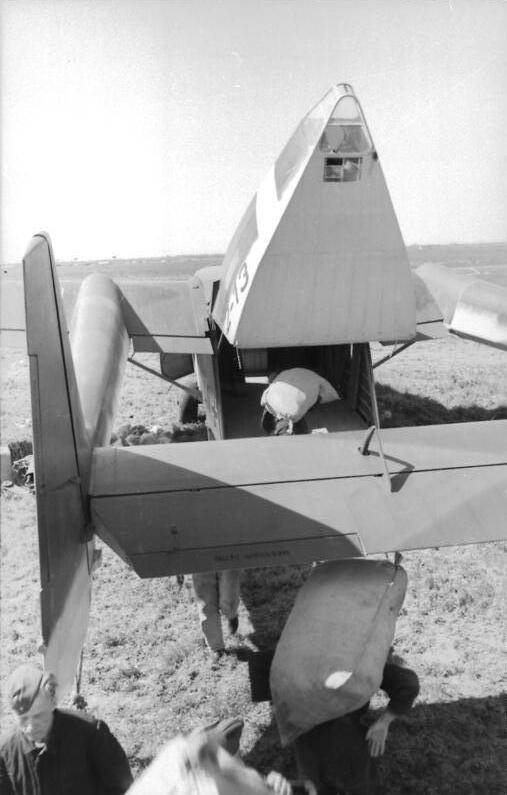
Soldaten beim Beladen einer Go 242 (Kennzeichen ?+2-13, mit geöffneter Heckklappe) mit Säcken, Italien, März 1943

- Go 242 A: mit Landekufen und nach dem Start abwerfbarem Fahrgestell ausgerüstet
- Go 242 B: mit Bugradfahrwerk
- Go 242 C: mit schwimmfähigem Rumpf für Sondereinsätze
- mit einem Motor Argus As 10 C zur Verlängerung der im Gleitflug erreichbaren Reichweite, entfiel zugunsten der Gotha Go 244

## Technische Daten

Dreiseitenriss Go 242 B, Bugradfahrwerk

| Kenngröße              | Daten Gotha Go 242 B          |
| ---------------------- | ----------------------------- |
| Besatzung              | 1–2                           |
| Passagiere             | 23 voll ausgerüstete Soldaten |
| Länge                  | 15,8 m                        |
| Spannweite             | 24,5 m                        |
| Höhe                   | 4,4 m                         |
| Flügelfläche           | 64,40 m²                      |
| Flügelstreckung        | 9,3                           |
| Gleitzahl              | 15                            |
| Geringstes Sinken      | ? m/s bei ? km/h              |
| Leermasse              | 3200 kg                       |
| max. Startmasse        | 7100 kg                       |
| Schleppgeschwindigkeit | 240 km/h                      |
| Höchstgeschwindigkeit  |                               |
| Bewaffnung             |                               |